# Поросёнок в колючей шубке
«Поросёнок в колючей шубке» — советский короткометражный кукольный мультипликационный фильм Владимира Данилевича, снятый на студии «Союзмультфильм» в 1981 году. Мультфильм основан на одноимённой сказке Сергея Козлова.

## Сюжет
Увидев в морозный день за окном Снежинку, Ёжик так прижался к стеклу, что его нос стал похож на поросячий пятачок. Снежинка приняла его за поросёнка в колючей шубке и позвала играть на улицу. Услышав, кого зовёт Снежинка, Ёжик решил, что где-то под окошком сидит замёрзший поросёнок и не хочет играть. Заботливый Ёжик решил позвать поросёнка в дом пить горячий чай, но так и не нашёл его на улице. А Снежинке было неважно, с кем играть — она звала то Ёжика, когда он выбегал на улицу, то поросёнка, которого она видела за окном…

## Над фильмом работали
- автор сценария — Сергей Козлов
- режиссёр — Владимир Данилевич
- художник-постановщик — Анатолий Курицын
- оператор — Владимир Сидоров
- композитор — Евгений Ботяров
- звукооператор — Борис Фильчиков
- художник-мультипликатор: Ольга Панокина
- куклы и декорации изготовили: Светлана Знаменская, Александр Горбачёв, Виктор Гришин, Михаил Колтунов, Валерий Петров, Семён Этлис, В. Смолянинов, Мария Стрельчук
- редактор — Наталья Абрамова
- директор картины — Глеб Ковров

## Роли озвучивали
| Актёр             | Роль     |
| ----------------- | -------- |
| Всеволод Ларионов | Ёжик     |
| Наталья Ченчик    | Снежинка |
| Виктор Хохряков   | Автор    |